# Ранньосередньовічна геральдика Волощини
Ранньосередньовічна геральдика Волощини — геральдика Волощини доби середньовіччя.
У середні віки, точніше у ХІІІ столітті, на карті Європи є принаймні дві Волощини. Одна, заснована в 1310-х роках воєводою Басарабом I, розташована на північ від Дунаю. З часом вона перетворилась у Волоське князівство, яке в народі називали «Мунтенія». Інша, дещо неправильно названа «Великою Волощиною», незважаючи на свої невеликі розміри, займала куточок візантійської Фессалії, що відповідає нинішній затоці Волос, на узбережжі Егейського моря в сучасній Греції та передгір'ї гори Оїті. Окрім них, у Греції було ще принаймні ще дві Волощини, одна в Етолії-Акарнанії, яку називали «Малою Волощиною», і одна в Епірі, яку називали «Верхньою Волощиною» або Ано-Влахія.

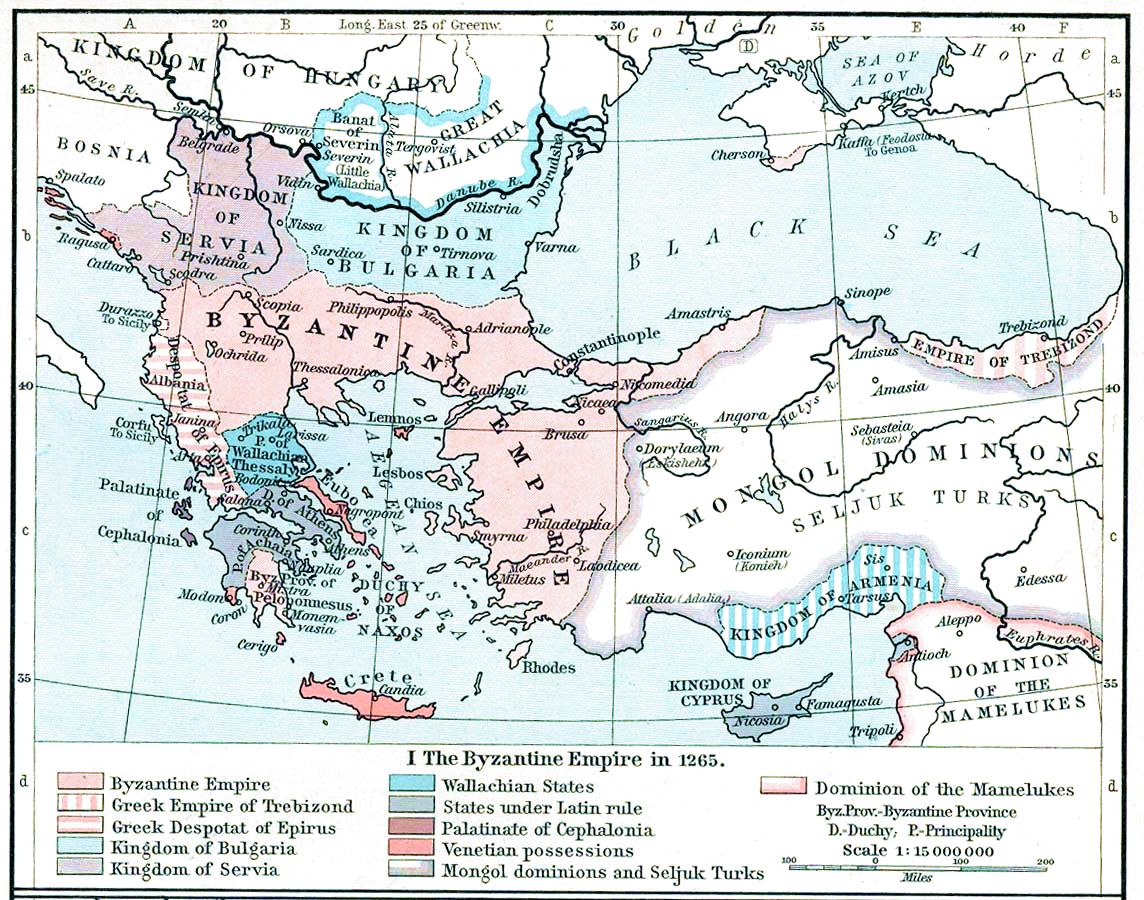
"Велика Волощина" у Фессалії та волохи на північ від Дунаю в 1265 році

На північ від Дунаю, провінцію Олтенія, що знаходиться західніше річки Олт, між Дунаєм, Карпатами та Северином і яка має власний геральдичний символ лева, іноді називали «Маленькою Волощиною», на противагу Мунтенії східніше від річки Олт, яка на картах фігурує як «Велика Волощина».
Інші «Волощини» невеликих розмірів, такі як моравська, з'являються на австрійських картах до XIX століття з назвою Волощина (Валаска по-чеськи) як проста міні-республіканська спільнота пастухів, яка регулюється волоським правом (лат. jus valachicum), і жителі якого зберегли специфічну ідентичність «волох», хоча лінгвістично вони з часом стали носіями варіанта чеської мови. Вивчаючи геральдику різних волоських територій, які простягаються від Коринфської затоки до Моравії на кордонах з німецьким світом, важливо розрізняти ці державні конфігурації, відповідно князівство чи прості автономні, ефемерні чи постійні структури, а також в той же час були встановлені зв'язки та статуси, що мали місце між ними, підкреслюючи в останньому випадку одну і ту ж «волоську» ідентичність їх жителів, відображену в особистих чи державних княжих символах.
Скульптурні символи Волощини північніше Дунаю, схоже, збігаються з символами її першого володаря Басараба, бойовий шолом, на якому сидить орел з'являється на монетах і стає помітним ще в 1310-х роках, хоча спочатку датувався тим часом у повіті Фагараш.
Державний герб Волощини вперше з'являється на документі, виданому 20 січня 1368 року правителем Владиславом I (Влайку Воде), і складається з геральдичного птаха (орла) з контурною головою, з хрестом, справа зіркою і зліва місяцем, усі вписані в старий щит французького типу; оскільки печать досить пошкоджена, геральдичні деталі можна визначити лише на абсолютно подібній печатці 1390 року. Безперечно, цей герб старший за першу атестацію, датується принаймні періодом правління Басараба I, першого правителя Волощини. Той анонімний «Rex Valachorum» кінця XIII століття, чий особистий герб — щит із першим полем, обгорнутим червоним та золотим кольором, який, як видається, відтворений у Війнбергенському гербовнику, є попередником Басарабів, сімейні обладунки яких ідентичний тому, що він також мав герб державного утворення, який він очолював, і що він мав ті самі основні геральдичні елементи (орел, хрест, зірка), що і той, що був зафіксований у XIV столітті для волоської країни. Щодо старого походження — з початку ХІІІ століття, як герб Басарабів, так і герб майбутньої волоської країни наводить кілька аргументів. Кольори Басарабів (золотий з червоним) перевершують кольори угорського арпадійського герба (срібний з червоним), що робить очевидним, що герб предків Басарабів старий і отриманий незалежно від угорської корони. Проте, обидва, ймовірно, мають спільне походження.
Це передбачуване спільне походження — принаймні на колористичному рівні — гербів північно-дунайських Басарабів та асаністів з Велико-Тирново в Болгарії є важливим, оскільки воно надає їх геральдиці як просторової, так і часової неперервності.

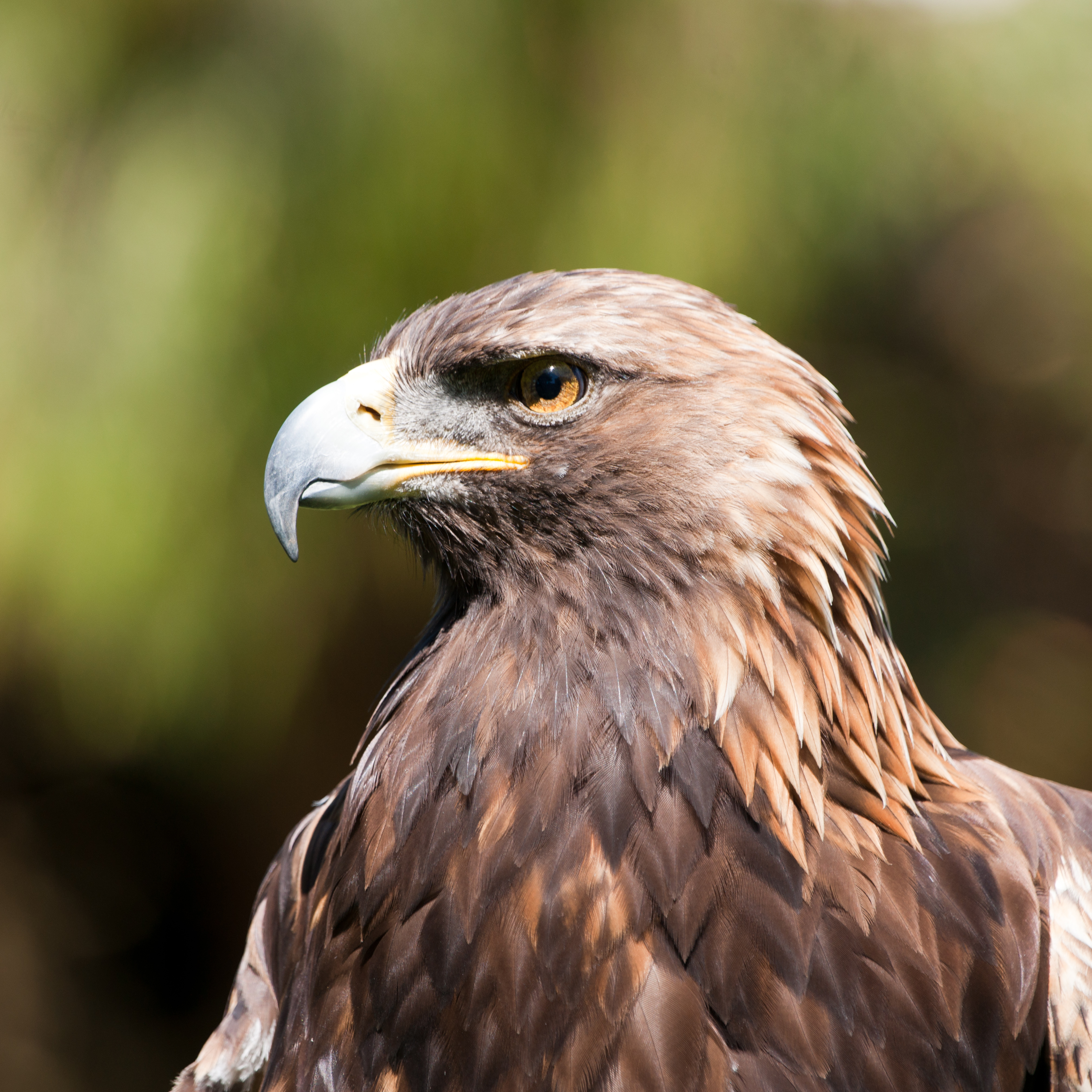
Aquila chrysaëtos, яку румуни називають "pajura" або "гірський орел", центральний символ волоської геральдики
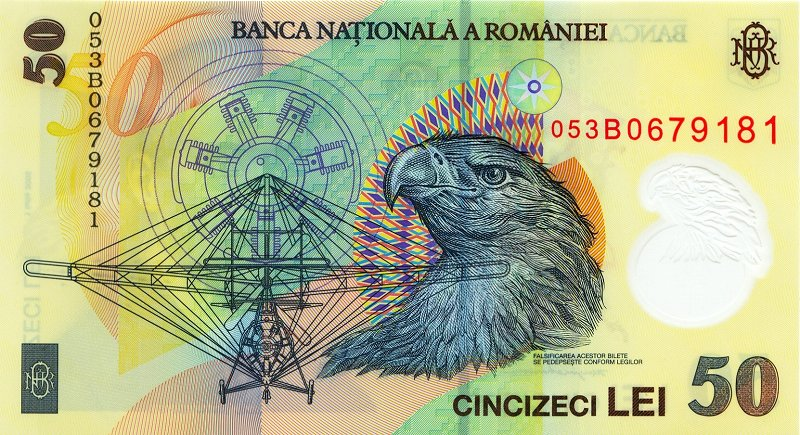
Орел, як румунський геральдичний символ протягом восьми століть, на банкнотах "нового лея" (RON) у 2006 році

Надзвичайно важливою деталлю, яку не слід ігнорувати, є те, що, хоча Північно-Дунайська Волощина Басараба була заснована в 1310 році, волохи Греції та Фессалії існували як такі і згадувались принаймні за 100 років до цього в 1200-х роках, передуючи навіть так званій румунсько-болгарській імперії Асанешті. Витоки бессарабських кольорів (золотого та червоного) слід шукати серед геральдичних знаків цих архаїчних волохів у сучасній Греції.
Між 1318 і 1390 роками територія фессалійської Волощини була включена до складу Неопатрійського герцогства, арагонського володіння, створеного Каталонською компанією, загоном найманців-альмогаварів, які незалежно від візантійського імператора керували як абсолютні правителі більшою частиною території сучасної Греції, включаючи самі Афіни. Між новими каталонськими адміністраторами та волоськими володарями Фессалії існували надзвичайно складні відносини: васалітет, старшинство, заступництво та шлюбні стосунки, які досліджений нещодавно після старанних досліджень в архівах грецького історика ароманського походження Астеріоса Кукудхіса.
Цей волосько-каталонський кондомініум у Фессалії та за його межами також відображається в квазігеральдичній ідентичності двох етнічних груп. Існують сумніви щодо точного датування минулих років поруч із королівськими емблемами з Війнбергенському гербовнику, який був створений лише в XV столітті. Ця деталь призвела б до висновку, що золото-червоні кольори та графіка, характерні для волоських гербів, що завершуються у Басарабів, насправді мають каталонське походження, спочатку були прийняті фессалійськими волохами від своїх каталонських зверхників і пізніше переходить у геральдичну спадщину інших волохів.

Історичний прапор Каталонії
Історичний герб Каталонії

Іншими словами, деякі історики намагаються встановити зв'язок між військовою геральдикою давніх римлян та середньовічною геральдикою латиномовних історичних румунських провінцій. Таким чином, емблема (символ, герб, тотем та ін.) ХІІІ-го легіону «Близнюки», дислокованого у римській провінції Дакія, був лев, емблема (символ, герб, тотем тощо).) V-м македонським легіоном, дислокованим у римській провінції Дакія, були віл і орел (за його поданням обійшов і з частково закритим польотом, ідентичний тому, що на гербі Волощини). Випадково чи ні, символами римських легіонів є саме мотиви гербів румунських країн (провінцій): лева (Банат, Ольтенія), орла (Трансільванія, Волощина) та вола (Молдова). Вживання цих символів інтерпретується як те, що представляє на геральдичному рівні спадкоємність римської адміністрації (або, вірніше, дако-римської, пізніше румунської) без перерви протягом періоду варварських вторгнень та раннього середньовіччя до утворення середньовічних держав Румунії.